# Руссель, Пьер (эпиграфист)
Пьер Руссе́ль (фр. Pierre Roussel; 23 февраля 1881 года, Нанси, Франция — 1 октября 1945 года, Париж) — французский учёный-эпиграфист, эллинист и историк, директор Французской (археологической) школы в Афинах в 1925—1935 годах.

## Биография
Пьер Руссель родился 23 февраля 1881 года в Нанси. По окончании школы обучался в местном лицее, а также в лицее Генриха IV, где получил степень бакалавра в области литературы. После Пьер учился на факультете литературы в Нанси, где в 1901 году получил диплом лиценциата по литературе. Как ученик Поля Пердризе на факультете литературы в Нанси Руссель был зачислен в Высшую нормальную (педагогическую) школу в 1901 году, где в 1904 году получил учёную степень агреже по литературе (agrégation des lettres).
Являясь членом Французской (археологической) школы в Афинах, Руссель принял участие в исследовательской программе, учреждённой Теофилем Омоллем на Делосе, где в числе прочих работал над сохранившимися эпиграфическими источниками этих мест. Кроме того, он также изучал большие египетские и сирийские комплексы, расположенные западнее Кинфской горы. Работая, по совету Ульриха фон Мёллендорфа, над редактированием каталога посвятительных надписей и декретов Делоса (1914) для главы IV Inscriptiones Graecae, Руссель в 1916 году защитил диссертацию, получив степень доктора литературы.
В годы Первой мировой войны Руссель преподавал в парижском лицее Жансон-де-Сейи. В 1918 году он стал преподавателем греческого языка и литературы в Университете Бордо, чуть позже — в Страсбурге, а в 1925 году возглавил Французскую (археологическую) школу в Афинах. Помимо Делоса исследовал также эпиграфические источники Малии, Фасоса и Филипп. В 1935 году он становится преподавателем греческой истории на факультете литературы в Парижском университете, а вскоре возглавляет кафедру греческой истории в Сорбонне. В 1930 году Пьер Руссель был избран членом-корреспондентом Академии надписей и изящной литературы (Académie des Inscriptions et Belles-Lettres), а спустя семь лет стал её действительным членом.

## Избранные труды
- Délos, colonie athénienne (1916);
- Délos (1925);
- La Grèce et l'Orient, des guerres médiques à la conquête romaine (1922);
- Inscriptions de Délos, совместно с Ф. Дюрбахом[фр.] и М. Лоне (в 3-х тт., 1935—37);
- Sparte (1939).